# Hugo del Vecchio
Hugo Oscar del Vecchio (22. února 1928 Rosario – 7. září 1999) byl argentinský basketbalista. Hrál za klub Newell's Old Boys v rodném Rosariu, s nímž dvanáctkrát za sebou vyhrál tamní ligu.
Byl členem argentinské reprezentace na prvním mistrovství světa v basketbalu v roce 1950, které se konalo v Buenos Aires. Na domácím šampionátu získal s týmem zlaté medaile. Del Vecchio na turnaji odehrál pět zápasů s průměrem 7,2 bodu na utkání. Roku 1951 získal s argentinským družstvem stříbrnou medaili na Panamerických hrách. Zúčastnil se také Letních olympijských her 1952, kde argentinská reprezentace skončila na čtvrtém místě. Na LOH 1952 odehrál del Vecchio osm zápasů s průměrem 10,6 bodu na utkání.